# Rudnîțke, Pișceanka
Rudnîțke (în ucraineană Рудницьке) este o comună în raionul Pișceanka, regiunea Vinnița, Ucraina, formată numai din satul de reședință.

## Demografie
Componența lingvistică a satului Rudnîțke
     Ucraineană (98,08%)
     Alte limbi (1,68%)
Conform recensământului din 2001, majoritatea populației satului Rudnîțke era vorbitoare de ucraineană (98,08%), existând în minoritate și vorbitori de alte limbi.